# Lü Buwei
Lü Buwei (呂不韋T, 吕不韦S, Lǚ BùwéiP; 291 a.C./290 a.C. – 235 a.C.) è stato un politico dello stato di Qin nel periodo degli Stati combattenti della Cina antica.
In origine un influente mercante proveniente dallo stato di Wei (衛), Lü Buwei fece liberare il principe Yiren di Qin, trattenuto come ostaggio dallo stato di Zhao, e quando questi ascese al trono nel 249 a.C. col titolo di re Zhuangxiang promosse Lü Buwei come Cancelliere (相國). Dopo la morte del re Zhuangxiang nel 247 a.C. Lü Buwei divenne reggente dell'erede al trono Ying Zheng, che in seguito sarebbe diventato Qin Shi Huang, il Primo Imperatore della dinastia Qin. 
Nel 235 a.C., dopo essere stato implicato in uno scandalo che coinvolse la Regina Madre e il suo amante Lao Ai, Lü Buwei venne esiliato a sud, e costretto al suicidio utilizzando del veleno. Oltre alla sua carriera politica Lü Buwei si rese promotore del famoso Lüshi Chunqiu, un compendio enciclopedico degli insegnamenti delle Cento Scuole di Pensiero che fu pubblicato nel 239 a.C.

## Vita

### Fonti storiche
Le fonti principali riguardanti la vita di Lü Buwei risalgono al I secolo a.C.: nell'opera di Sima Qian, lo Shiji (Memorie di uno storico) e in quelle di Liu Xiang, Zhan Guo Ce (Strategie degli Stati Combattenti) e Shuoyuan (說苑 Il Giardino delle Storie). Poiché questi tre testi, risalenti al periodo della dinastia Han, criticano apertamente sia Lü che la dinastia Qin, alcune delle storie che menzionano (per esempio, conversazioni private e pensieri di Lü) potrebbero essere del tutto prive di fondamento. In ogni caso, le notizie riguardanti la sua famiglia e la sua vita prima dell'incontro con il principe Yiren sono piuttosto scarse.

### Nascita e attività di commerciante
Nella biografia di Lü Buwei dello Shiji viene riportato di come fosse originario di Puyang (originariamente una parte dello stato di Wei). Prima dell'incontro con Yiren, era conosciuto come un ricco mercante proveniente da Yangdi, capitale dello stato di Han. Probabilmente anche il resto della sua famiglia era composta di mercanti, una classe che nel Periodo degli Stati Combattenti prosperò notevolmente. Poiché era già un rinomato mercante quando conobbe Yiren nella città di Handan tra il 265 e il 260 a.C. (periodo in cui doveva avere probabilmente tra i 20 e i 30 anni), si ipotizza che sia nato tra il 295 e il 280 a.C.

### L'ascesa politica di Lü Buwei nello stato di Qin
Nel 267 a.C. il figlio primogenito del re Zhaoxiang dello stato di Qin morì, e decise di conseguenza di nominare come erede per la successione al trono il secondogenito, Xiaowen (che in seguito sarebbe divenuto maggiormente noto con il nome di principe An Guo (安國君)). Quest'ultimo scelse come futura sposa una delle sue concubine, Huayang (華陽夫人), la quale però non gli diede figli. Dalle altre mogli An Guo ebbe oltre 20 figli, fra i quali vi fu Yiren (異人), nel mezzo della linea di successione, che fu inviato allo stato Zhao come ostaggio. Quando Lü Buwei commerciò nella città di Handan (all'epoca capitale del regno Zhao) ebbe modo di incontrare Yiren e disse (secondo quanto riportato nello Shiji): "Questa è una merce molto rara che dovrebbe essere messa da parte per il futuro".
Lo Zhan Guo Ce racconta di come Lü Buwei decise di abbandonare i suoi interessi commerciali per occuparsi di politica:
Ritornando a casa, chiese a suo padre: "Qual è il profitto che ci si potrebbe aspettare investendo nell'aratura dei campi?"
"Dieci volte l'investimento" rispose suo padre.
"E il ritorno che si otterrebbe investendo in perle e giade quale sarebbe?"
"Cento volte l'investimento."
"E il ritorno che si otterrebbe scegliendo personalmente il sovrano e rendendo lo stato più stabile quale sarebbe?"
"Sarebbe incalcolabile."
"Se ora avessi utilizzato tutte le mie energie nell'agricoltura a malapena riuscirei a vestirmi e a sfamarmi; ma se stabilizzo lo stato e scelgo personalmente chi lo governa, ne beneficeranno le future generazioni. Ho intenzione di mettermi al servizio del principe Yiren di Qin, che è un ostaggio nella città di Jiao del regno di Zhao."
Avvalendosi della corruzione Lü Buwei lo aiutò a far ritorno nello stato di Qin, e successivamente persuase Huayang (tramite denaro e doni di vario genere alla sua famiglia) ad adottare Yiren come suo figlio, rendendolo il legittimo erede del principe Anguo. Huayang diede a Yiren un nuovo nome, Yíng Zǐchǔ (嬴子楚S letteralmente "figlio del Chu", in quanto lei era originaria dello stato Chu).
Lo Shiji racconta di come Lü Buwei avesse tra le sue concubine una bellissima danzatrice, passata alla storia come Zhao Ji (in cinese 趙姬, letteralmente la "regina Zhao") e di cui Yíng Zǐchǔ si infatuò così tanto da richiederla a Lü Buwei. Sebbene riluttante, fece incontrare Zhao Ji a Yíng Zǐchǔ, e successivamente ritornarono insieme nella città di Handan. Quando Zhao Ji rimase incinta Yíng Zǐchǔ la sposò legalmente. Nel 259 a.C. Zhao Ji diede alla luce un bambino, Ying Zheng, che sarebbe diventato il primo unificatore della Cina fondando la dinastia Qin e diventando storicamente noto come "Qin Shi Huang" (Primo Imperatore di Qin). Si è molto speculato sul fatto che il vero padre di Ying Zheng potrebbe non essere stato Yíng Zǐchǔ ma lo stesso Lü Buwei; secondo lo Shiji Zhao Ji era incinta ancor prima di avere rapporti con Yíng Zǐchǔ, ma nello Zhan Guo Ce non viene data nessuna indicazione al riguardo. Dopo la morte del Re Zhaoxiang (秦昭襄王) nel 251 a.C., il principe An Guo salì al trono passando alla storia come Re Xiaowen (秦孝文王), ma morì dopo tre giorni dalla sua incoronazione nel 250 a.C. Yíng Zǐchǔ quindi succedette a suo padre, adottando il nome di Re Zhuangxiang (秦莊襄王). Decise di eleggere Lü Buwei come suo Cancelliere (相國; o primo ministro) conferendogli anche il titolo di signore "Wenxin" (文信侯, dove wen significa "colto", e xin significa "affidabile") con un terreno feudale che copriva circa 100 000 tenute nella regione di Luoyang. Nel periodo in cui fu in carica, Lü Buwei supervisionò le campagne militari dello stato di Qin contro gli altri Stati Combattenti. Quando re Zhuangxiang morì nel 247 a.C., Ying Zheng (allora appena tredicenne) gli succedette, mentre Lü Buwei continuò a servire come cancelliere e reggente per il giovane sovrano. Con questo doppio ruolo, Lü Buwei di fatto aveva il controllo del regno di Qin e del suo esercito.

### L'opera filosoficaLüshi Chunqiu
In questo periodo Lü Buwei invitò famosi eruditi da tutta la Cina a Xianyang, la capitale Qin, per comporre il Lüshi Chunqiu (La primavera e l'autunno di Lü, anche detto Lü-shih ch-un ch'iu), un compendio enciclopedico di tutte le nozioni e gli insegnamenti delle Cento scuole di pensiero relativamente al periodo precedente all'instaurazione della dinastia Qin (prima del 221 a.C.). Questa opera fu completata probabilmente nel 241 a.C. nella residenza di Lü Buwei, secondo altre fonti nel 238 a.C. Il Lüshi Chunqiu all'epoca era considerata un'opera enorme (oltre 100 000 caratteri). Nel suo complesso tratta di numerosi argomenti politici e sociali, e dell'importanza di un giusto tempismo (時, shí) nel governo dello stato.

### Lo scandalo della Regina Madre
Lo Shiji racconta di come Zhao Ji (che in seguito sarebbe diventata Regina Madre a seguito dell'ascesa al trono di suo figlio Ying Zheng) ebbe numerosi rapporti amorosi illeciti, e Lü Buwei: 
temendo che questa scoperta avrebbe causato la sua rovina, segretamente cercò un uomo con un grande membro virile, Lao Ai (嫪毐), il quale divenne il suo servitore. A volte Lü Buwei faceva suonare della musica e ordinava a Lao Ai di mettere il suo membro attraverso una ruota di legno di paulonia, facendo in modo che la voce giungesse fino alla Regina Madre per tentarla. La Regina Madre ne venne a conoscenza, e segretamente desiderò averlo. Lü Buwei quindi le presentò Lao Ai. Facendo in modo che qualcuno portasse false accuse contro Lao Ai punibili con la castrazione, Lü disse privatamente alla Regina Madre, "Fingendo la sua castrazione, possiamo renderlo un servitore nel tuo harem." La Regina Madre quindi corruppe con una grande somma l'ufficiale incaricato della mutilazione in modo da fingere di aver eseguito la sentenza, facendogli strappare le sopracciglia e la barba per farlo apparire come un eunuco. E così Lao Ai diventò un servitore dell'harem della Regina Madre.
La Regina Madre si innamorò del servitore Lao Ai e lo fece insignire del titolo di marchese "Changxin". Quando divenne incinta, lo stesso Lao Ai provò incautamente a prendere il controllo del governo Qin.

Secondo quanto riporta lo Shuoyuan:
"Lao Ai aveva il controllo esclusivo degli affari di stato, e col passare del tempo divenne sempre più arrogante e pomposo. Gli alti ufficiali e ministri del governo rispettabili bevevano e scommettevano insieme a lui. Una volta si ubriacò e iniziò a parlare in modo aggressivo. In forma provocatoria, con occhi rabbiosi, urlò: "Sono il patrigno dell'imperatore! Come osano dei miserabili opporsi a me!". Uno di questi col quale aveva avuto da dire corse per riferire l'accaduto all'imperatore Ying Zheng, che andò su tutte le furie..
Ying Zheng venne a conoscenza del fatto che Lao Ai non era veramente un eunuco, e che aveva escogitato con la Regina Madre un modo per rendere loro figlio il legittimo successore.

### L'esilio e la morte
Nel 238 a.C., Lao Ai diede inizio a una rivolta nel tentativo di togliere il potere a Ying Zheng, ma la ribellione venne soffocata e Lao Ai fu condannato a morte insieme ai suoi parenti. Ying Zheng rimosse sua madre dalla posizione di Regina Madre, e ordinò che i figli illegittimi avuti segretamente con Lao Ai fossero messi in dei sacchi e bastonati a morte. Lü Buwei fu considerato implicato nell'incidente, e venne privato della sua posizione di cancelliere e dei suoi titoli. Venne bandito in una remota regione meridionale dello stato di Qin, Shu; ma temendo la condanna a morte, si suicidò nel 235 a.C. bevendo del veleno. 
Come conseguenza dell'unione illegittima di Lao Ai, Ying Zheng rimosse dal potere anche la maggior parte dei sostenitori di Lü Buwei (un'eccezione importante fu fatta per Li Si) e li sostituì con membri eminenti dell'aristocrazia Qin. Dopo la morte di Lü Buwei, il Lüshi Chunqiu venne completamente dimenticato durante il Regno di Qin, ma ritornò in auge successivamente durante la dinastia Han.

## Lü Buwei nella cultura di massa
- Lü Buwei è uno dei personaggi principali del film cinese del 1998 L'imperatore e l'assassino (Jing ke ci qin wang), diretto da Chen Kaige, dove Lü Buwei è interpretato personalmente dal regista. Il film si focalizza sugli eventi subito precedenti all'unificazione della Cina compiuta da Qin Shi Huang. La vera natura della relazione tra l'imperatore e Lü Buwei costituisce la trama principale della storia. Il film è stato presentato al Festival di Cannes 1999.
- Lü Buwei è interpretato da Kwok Fung nelle serie televisiva di Hong Kong del 2001, Tracce della storia Qin (titolo cinese: 尋秦記) la quale è basata sul lavoro dello scrittore Huang Yi. Nella serie Ying Zheng è il figlio biologico di Lü Buwei, ma la rivelazione più importante è che in realtà Ying Zheng era morto alcuni anni prima quand'era ancora giovane. Un giovane uomo chiamato Zhao Pan prende l'identità di Ying Zheng, con l'aiuto di Xiang Shaolong (un poliziotto di Hong Kong del XXI secolo che aveva viaggiato indietro nel tempo), privando Lü Buwei del potere. Zhao Pan in seguito rivela la sua vera identità a Lü Buwei e in seguito lo uccide.
- Lü Buwei è il personaggio principale di una serie di romanzi storici intitolata "Il disco di giada" (Le Disque de jade) dello scrittore francese José Frèches. Anche qui l'autore ipotizza che Lü Buwei sia il padre biologico di Ying Zheng.
- La storia di Lü Buwei è uno dei racconti in forma disegnata che compare nella serie a fumetti americana The Cartoon History of the Universe.
- Hermann Hesse menziona Lü Buwei nel suo libro Il giuoco delle perle di vetro come un personaggio che sostiene che la qualità della musica che si ascolta è in diretta relazione col senso della vita della persona in questione.
- Lü Buwei è uno degli antagonisti principali nel manga giapponese Kingdom. Qui la raffigurazione di Lü Buwei è molto aderente al ritratto storico che in genere gli viene attribuito: un cospiratore che intende usurpare il trono Qin. Tuttavia infine viene rivelato che il fine ultimo di Lü Buwei non è il potere fine a sé stesso, ma utilizzare il potere per rendere l'economia uno strumento di pace nella faida sanguinosa tra gli Stati Combattenti.